# Gouvernement Makosso
VIe République
Gouvernement Clément Mouamba (2) 
Le gouvernement Makosso est le gouvernement de la république du Congo en fonction depuis le 15 mai 2021. Ses 37 membres furent nommés par le président Denis Sassou-Nguesso, sur proposition du chef du Gouvernement, le Premier ministre Anatole Collinet Makosso. Mis en place à la suite de la réélection de Denis Sassou-Nguesso en mars 2021 pour un quatrième mandat, il comprend 11 nouvelles personnalités par rapport au précédent gouvernement, dont le propre fils du président, Denis Christel Sassou Nguesso.
Le gouvernement subit un premier remaniement le 24 septembre 2022, à la suite des élections législatives, puis un second en janvier 2025.

## Contexte et nomination
Après la réélection de Denis Sassou-Nguesso lors de l'élection présidentielle de 2021, le Premier ministre Clément Mouamba, en poste depuis 2016, lui présente sa démission ainsi que celle de son gouvernement le 4 mai 2021. Ce dernier reste cependant en place afin d'expédier les affaires courantes, le temps qu'un nouveau gouvernement soit nommé. 
Le 12 mai 2021, Denis Sassou-Nguesso nomme au poste de Premier ministre Anatole Collinet Makosso, qui était ministre de l'Enseignement dans le gouvernement précédent. Le 15 mai, un décret portant sur la nomination des membres du nouveau gouvernement est publié. Composé de 36 membres, il compte 11 nouvelles personnalités, dont le fils du président, Denis Christel Sassou Nguesso, nommé ministre de la Coopération internationale et de la Promotion du partenariat public-privé, un portefeuille créé pour l'occasion,. Il compte également un membre de l'opposition, Honoré Sayi de l'UPADS, nommé ministre de l’Énergie et de l’Hydraulique. 
Le lendemain de l'annonce, un 37e ministre est ajouté in extremis : le professeur Jean Rosaire Ibara, nommé au poste de Ministre du contrôle d'État chargé de la qualité du service public et de la lutte contre les antivaleurs. 
Ce nouveau gouvernement doit relever plusieurs défis sociétaux et économiques, notamment concernant la dette publique (87 % du PIB avant la crise du Covid-19) et les négociations avec le Fonds monétaire international. 

## Composition initiale
Composition du gouvernement à sa nomination en mai 2021 : 
- Premier ministre, Chef du gouvernement : Anatole Collinet Makosso

Ministres d'État
- Ministre de la Fonction publique, du Travail et de la Sécurité sociale : Firmin Ayessa
- Ministre du Commerce, des Approvisionnements et de la Consommation : Claude Alphonse Nsilou
- Ministre des Industries minières et de la Géologie : Pierre Oba
- Ministre des Affaires foncières et du Domaine public : Pierre Mabiala

Ministres
- Ministre de l’Aménagement du territoire, des infrastructures et de l’entretien routier : Jean-Jacques Bouya
- Ministre de la Défense nationale : Charles Richard Mondjo
- Ministre de la Sécurité et de l’Ordre public : Raymond Zéphirin Mboulou
- Ministre des Affaires étrangères, de la Francophonie et des Congolais de l’étranger : Jean-Claude Gakosso
- Ministre de l’Agriculture, de l’Élevage et de la Pêche : Paul Valentin Ngobo
- Ministre des Finances, du Budget et du Portefeuille public : Rigobert Roger Andely
- Ministre des Hydrocarbures : Bruno Itoua
- Ministre de la Communication et des Médias, Porte-parole du Gouvernement : Thierry Moungalla
- Ministre des Zones économiques spéciales et de la diversification économique : Émile Ouosso
- Ministre des Transports, de l'Aviation civile et de la Marine marchande : Jean-Marc Thystère-Tchicaya
- Ministre de la Justice, des Droits humains et de la Promotion des peuples autochtones : Aimé Ange Wilfrid Bininga
- Ministre de l’Économie, du Plan, de la Statistique et de l’Intégration régionale : Ingrid Ebouka-Babackas
- Ministre de l’Administration du territoire, de la Décentralisation et du Développement local : Guy Georges Mbaka
- Ministre de la Construction, de l’Urbanisme et de l’Habitat : Josué Rodrigue Ngouonimba
- Ministre de l’Environnement du Développement durable et du Bassin du Congo : Arlette Soudan-Nonault
- Ministre de l’Économie forestière : Rosalie Matondo
- Ministre de la Santé et de la Population : Gilbert Mokoki
- Ministre de la Coopération Internationale et de la Promotion du partenariat public privé : Denis Christel Sassou Nguesso
- Ministre de l’Énergie et de l’Hydraulique : Honoré Sayi
- Ministre de la Jeunesse et des Sports, de l’Éducation civique, de la Formation qualifiante et de l’Emploi : Hugues Ngouélondélé
- Ministre du Développement industriel et de la Promotion du secteur privé : Nicéphore Fylla de Saint-Eudes
- Ministre des Petites et moyennes entreprises, de l’Artisanat et du Secteur informel : Jacqueline Lydia Mikolo
- Ministre de l’Enseignement supérieur, de la Recherche scientifique et de l’Innovation technologique : Delphine Édith Emmanuel
- Ministre de l’Enseignement pré-scolaire primaire, secondaire et de l’Alphabétisation : Jean-Luc Moutou
- Ministre de l’Enseignement technique et professionnel : Ghislain Thierry Maguessa Ebomé
- Ministre des Postes, des Télécommunications et de l’Économie numérique : Léon Juste Ibombo
- Ministre du Tourisme et des Loisirs : Destinée Doukaga
- Ministre de la Culture et des Arts : Dieudonné Mouyongo
- Ministre des Affaires sociales et de l’Action humanitaire : Irène Mboukou
- Ministre de la Promotion de la femme et de l’Intégration de la femme au développement : Inès Nefer Ingani
- Ministre du contrôle d'État chargé de la Qualité du service public et de la Lutte contre les antivaleurs : Jean Rosaire Ibara

Ministres délégués
- Ministre délégué auprès du Premier Ministre, chargé de la réforme de l'État : Luc-Joseph Okio
- Ministre délégué auprès du Ministre des Finances et du Budget, chargé du Budget : Ludovic Ngatsé

## Remaniements

### Remaniement de septembre 2022
Le 24 septembre 2022, le gouvernement subit un léger remaniement. Jean-Jacques Bouya conserve son portefeuille mais est élevé au rang de ministre d'État. Le Ministre des Finances, Rigobert Roger Andely, est limogé pour cause de « mégestion ». Honoré Sayi, précédemment Ministre de l’Énergie, devient quant à lui Ministre des Transports.
Trois nouveaux ministres font en outre leur entrée : 
- Jean-Baptiste Ondaye, précédemment secrétaire général de la présidence, est nommé au Ministère de l'Économie et des Finances en remplacement de Rigobert Roger Andely[8]
- Lydie Pongault devient Ministre de l'Industrie culturelle, touristique, artistique et des Loisirs, remplaçant ainsi les ministres Dieudonné Mouyongo (culture) et Destinée Doukaga (tourisme)
- Juste Désiré Mondélé, précédemment conseiller politique du président, devient ministre délégué auprès du Ministre de l’Intérieur

### Remaniement de janvier 2025
Le 11 janvier 2025, le président Denis Sassou-Nguesso procède à un léger réaménagement du gouvernement,.
Cinq ministres changent ainsi de portefeuilles : 
- Gilbert Mokoki, ancien ministre de la Santé, devient ministre du Contrôle d'État
- Jean-Rosaire Ibara, ancien ministre du Contrôle d'État, devient ministre de la Santé
- Ingrid Ebouka-Babackas, ancienne ministre de l'Économie, devient ministre des Transports
- Honoré Sayi, ancien ministre des Transports, devient ministre de l’Économie fluviale et des Voies navigables
- Ludovic Ngatsé, ancien ministre délégué auprès du ministre des Finances, devient ministre de l'Économie et du Plan

Deux ministres font leur entrée :
- Christian Yoka devient ministre des Finances à la place de Jean-Baptiste Ondaye, qui quitte le gouvernement
- Rigobert Maboundou devient ministre de la Recherche scientifique et de l’Innovation technologique, succédant partiellement à Delphine Édith Emmanuel, ministre de l'Enseignement supérieur

## Galerie des membres actuels

### Premier ministre
| Image | Fonction                               | Nom                      |
| ----- | -------------------------------------- | ------------------------ |
|       | Premier ministre, Chef du gouvernement | Anatole Collinet Makosso |

### Ministres d’État
| Image | Fonction                                                                                            | Nom                    |
| ----- | --------------------------------------------------------------------------------------------------- | ---------------------- |
|       | Ministre d’État, Ministre de la Fonction publique, du Travail et de la Sécurité sociale             | Firmin Ayessa          |
|       | Ministre du Commerce, des Approvisionnements et de la Consommation                                  | Claude Alphonse Nsilou |
|       | Ministre d’État, ministre des Industries minières et de la Géologie                                 | Pierre Oba             |
|       | Ministre d’État des Affaires foncières et du Domaine public, chargé des relations avec le Parlement | Pierre Mabiala         |
|       | Ministre d’État, ministre de l’Aménagement du territoire et des Grands Travaux                      | Jean-Jacques Bouya     |

### Ministres
| Image | Fonction                                                                                                  | Nom                             |
| ----- | --- | ------------------------------- |
|       | Ministre de la Défense nationale                                                                          | Charles Richard Mondjo          |
|       | Ministre de l’Intérieur et de la décentralisation                                                         | Raymond Zéphirin Mboulou        |
|       | Ministre des Affaires étrangères, de la Francophonie et des Congolais de l’étranger                       | Jean-Claude Gakosso             |
|       | Ministre de l’Agriculture, de l’Élevage et de la Pêche                                                    | Paul Valentin Ngobo             |
|       | Ministre des Finances, du Budget et du Portefeuille public                                                | Christian Yoka                  |
|       | Ministre des Hydrocarbures                                                                                | Bruno Itoua                     |
|       | Ministre de la Communication et des Médias Porte-parole du Gouvernement                                   | Thierry Moungalla               |
|       | Ministre des Zones économiques spéciales et de la diversification économique                              | Jean-Marc Thystère-Tchicaya     |
|       | Ministre de l’Économie fluviale et des Voies navigables                                                   | Honoré Sayi                     |
|       | Garde des sceaux, Ministre de la Justice, des Droits humains et de la Promotion des peuples autochtones   | Aimé Ange Wilfrid Bininga       |
|       | Ministre des Transports, de l’Aviation civile et de la Marine marchande                                   | Ingrid Ebouka-Babackas          |
|       | Ministre de la Construction, de l’Urbanisme et de l’Habitat                                               | Josué Rodrigue Ngouonimba       |
|       | Ministre de l’Environnement du Développement durable et du Bassin du Congo                                | Arlette Soudan-Nonault          |
|       | Ministre de l’Économie forestière                                                                         | Rosalie Matondo                 |
|       | Ministre de la Santé et de la Population                                                                  | Jean-Rosaire Ibara              |
|       | Ministre de la Coopération Internationale et de la promotion du partenariat public privé                  | Denis Christel Sassou Nguesso   |
|       | Ministre de l’Énergie et de l’Hydraulique                                                                 | Émile Ouosso                    |
|       | Ministre de la Jeunesse et des Sports, de l’Éducation civique, de la Formation qualifiante et de l'Emploi | Hugues Ngouélondélé             |
|       | Ministre du développement Industriel et de la promotion du secteur privé                                  | Nicéphore Fylla de Saint-Eudes  |
|       | Ministre des Petites et moyennes entreprises et de l’Artisanat                                            | Jacqueline Lydia Mikolo         |
|       | Ministre de l’Enseignement supérieur                                                                      | Delphine Édith Emmanuel         |
|       | Ministre de la Recherche scientifique et de l’Innovation technologique                                    | Rigobert Maboundou              |
|       | Ministre de l’Enseignement pré-scolaire primaire, secondaire et de l’Alphabétisation                      | Jean-Luc Moutou                 |
|       | Ministre de l’Enseignement technique et professionnel                                                     | Ghislain Thierry Maguessa Ebomé |
|       | Ministre des Postes, des Télécommunications et de l’Économie numérique                                    | Léon Juste Ibombo               |
|       | Ministre de l’Industrie culturelle, touristique, artistique et des Loisirs                                | Lydie Pongault                  |
|       | Ministre des Affaires sociales et de l’Action humanitaire                                                 | Irène Mboukou-Kimbatsa          |
|       | Ministre de l’Économie, du Plan et de l’Intégration régionale                                             | Ludovic Ngatsé                  |
|       | Ministre de la Promotion de la femme et de l’Intégration de la femme au développement                     | Inès Nefer Ingani               |
|       | Ministre de l’Assainissement urbain, du développement local et de l’Entretien routier                     | Juste Désiré Mondélé            |
|       | Ministre du Contrôle d’État, de la Qualité du service public et de la Lutte contre les antivaleurs        | Gilbert Mokoki                  |

### Ministres délégués
| Image | Fonction                                                                    | Nom             |
| ----- | --------------------------------------------------------------------------- | --------------- |
|       | Ministre délégué auprès du Premier Ministre, chargé de la réforme de l’État | Luc-Joseph Okio |